# 相模原市立北相中学校
相模原市立北相中学校（さがみはらしりつ ほくそうちゅうがっこう）は、神奈川県相模原市緑区与瀬にある市立中学校。

## 沿革
- 1947年（昭和22年）
  - 5月1日 - 神奈川県津久井郡与瀬町外二カ村組合立北相中学校として開校。
  - 5月5日 - 開校式挙行。
- 1948年（昭和23年）3月25日 - 第1回卒業式挙行。最初の卒業生は15名。
- 1951年（昭和26年）11月3日 - 校舎第1期工事落成式挙行。校舎は、2階造総建坪293坪。
- 1952年（昭和27年）8月1日 - ピアノ1台・ミシン6台及び放送施設と図書を購入。
- 1955年（昭和30年）
  - 1月1日 - 相模湖町立北相中学校と改称。
  - 1月3日 - 校舎第2期工事起工式挙行。
  - 5月5日 - 校舎第2期工事落成式挙行（教室2・図書室・応接室）。
- 1957年（昭和32年）12月1日 - 創立10周年記念式典挙行し、校歌制定発表会開催。
- 1962年（昭和37年）2月9日 - 特別教室落成式挙行。同日、開校記念日を5月1日に定めた。
- 1964年（昭和39年）6月1日 - 校庭外側金網工事完了。
- 1965年（昭和40年）4月8日 - オリンピック記念国旗掲揚塔を建立。
- 1971年（昭和46年）
  - 6月20日 - 用務員室前焼窯小屋建設。
  - 11月17日 - グランドピアノ購入。
- 1976年（昭和51年）7月27日 - 石油貯蔵庫設置工事完了。
- 1977年（昭和52年）
  - 4月5日 - 西側昇降口下駄箱新設し、昇降口を改修。
  - 11月3日 - 中学校創立30周年記念誌発行。
- 1978年（昭和53年）
  - 5月29日 - 校門拡幅工事実施し、6月中に完了。
  - 8月3日 - プール竣工式及びプール開き挙行。
- 1979年（昭和54年）
  - 2月9日 - 北相中学校新校舎入札を行い、熊谷組が落札。
  - 2月19日 - 新校舎建設起工式挙行。
  - 11月7日 - 新校舎完成落成式挙行。
  - 11月12日 - 新校舎への移転作業実施。職員及び日通作業員30名が従事。
  - 11月13日 - 午前中は生徒により引越作業を行い、午後は新校舎での授業を実施。
  - 12月13日 - 国際児童年に因んでタイムカプセル7個埋設し、記念樹を植樹。タイムカプセルを西暦2000年4月13日に開けることを約束。
- 1980年（昭和55年）
  - 4月1日 - この日より、学校警備が、日本警備保障による自動警備に切替え。
  - 5月22日 - 体育館建設工事が、熊谷組により着工。
  - 11月13日 - 体育館竣工落成式挙行。
- 1981年（昭和56年）
  - 2月17日 - 地下更衣室完成。
  - 3月31日 - 校庭へ桜植樹。
  - 5月18日 - 校舎増築工事が、熊谷組により着工。
  - 11月4日 - 校舎増築完成。
- 1982年（昭和57年）
  - 3月28日 - 校舎・体育館完成記念式典挙行。
  - 4月10日 - 校庭へ植樹
- 1983年（昭和58年）6月27日 - プログラムタイマー・子時計（18個）を購入し、各教室に取り付け。
- 1984年（昭和59年）
  - 1月16日 - 県緑化推進事業として、校舎前土手にドウダンツツジ1050本植樹。
  - 2月24日 - ガス漏れの異常発見により。ガス器具と暖房を使用全面禁止にする（4月に改修）。
  - 4月 - ガス漏れ防止工事完了（調理室、理科室等の配管を露出型に改良）。
  - 8月 - グラウンド改修工事（配水設備、表層処理によるグランド造成）実施。
- 1985年（昭和60年）
  - 6月14日 - 校庭防球ネット設置工事。
  - 12月 - 校舎前と体育館前路面を舗装。
- 1989年（平成元年）8月 - 外便所増設完成。
- 1990年（平成2年）4月22日 - 校庭防球ネット嵩上げ。
- 1991年（平成3年）6月24日 - コンピュータ10台設置し、パソコン教室仮設。
- 1992年（平成4年）4月6日 - コンピュータ13台増設し、パソコン教室設置。
- 1996年（平成8年）
  - 6月 - この月から、創立50周年記念事業（合唱祭、運動会、文化祭、記念誌編集）実施。
  - 8月 - 校舎耐震調査実施。
- 1997年（平成9年）
  - 6月21日 - 創立50周年記念植樹実施し、記念レセプション開催（記念誌発行）。
  - 9月1日 - コンピュータ30台設置替え。
- 1998年（平成10年）2月19日 - プレハブ物置設置。
- 2002年（平成14年）9月 - 校舎2階と3階のトイレ全面改修工事。
- 2003年（平成15年）1月 - 体育館屋根全面改修工事
- 2004年（平成16年）8月 - コンピュータ30台設置替え。
- 2005年（平成17年）2月 - グラウンド体育器具小屋外壁全面改修工事。
- 2006年（平成18年）3月20日 - 相模国町の相模原市への合併により、相模原市立北相中学校と改称。
- 2007年（平成19年）4月2日 - 創立60周年記念事業実行委員会により記念誌「メモリー」発行。
- 2008年（平成20年）7月 - この月から、体育館耐震工事とグラウンド排水設備・バックネット・防球ネット設置工事実施。
- 2009年（平成21年）8月 - この月から、パソコン新機種・テレビ9台・体育館放送設備の各設置とトイレ再設置および照明増設。
- 2010年（平成22年）4月1日 - 相模原市の政令指定都市移行により、住所が相模原市緑区与瀬に変更。
- 2011年（平成23年）
  - 3月18日 - 屋外便所設置。
  - 12月16日 - 校舎大規模改修工事完成。
  - 12月21日 - エレベーター棟増築工事完成。
- 2014年（平成26年）2月6日 - 「さがみ風っ子ISO」認定。
- 2015年（平成27年）7月 - この月から、体育館改修。
- 2017年（平成29年）
  - 2月6日 - 「さがみ風っ子ISO」認定。
  - 7月 - この月から、各学年教室・音楽室・ふれあい教室にエアコンを設置。
- 2020年（令和2年）10月 - 校内Wi-Fi環境を整備。

## 通学区域
- 相模原市緑区[2]
  - 小原（全域）
  - 千木良（全域）
  - 吉野（2083～2096番地）
  - 与瀬（全域）
  - 与瀬本町（全域）
  - 若柳（1～460番地・1583～1627番地）

## 進学前小学校
- 相模原市緑区
  - 相模原市立桂北小学校
  - 相模原市立千木良小学校

## 周辺
- 地平線の断片ピラミッド - 同一敷地内
- 国道20号線
- 相模湖地域気象観測所（アメダス） - 相模ダム管理所敷地内
- 相模湖
  - 相模ダム
  - 相模ダム管理所 - 校地南側に敷地が隣接
  - 築井大橋 - 相模ダム上
  - 相模湖大橋（国道橋）
- 緑第一障害者地域活動支援センター
- 国道412号線
- JR東日本中央本線 - 線路は近いが、相模湖駅は離れている。
- 中央自動車道
  - 中央道相模湖バス停
  - 相模湖東出口

## アクセス
- 神奈川中央交通「八07」・「湖28」・「湖29」の各系統で、
  - 「北相中学校前」停留所下車。
  - 「桂北小学校」停留所から、徒歩約190m・約3分。
    - 「北相中学校前」停留所は相模湖駅行のみの停車となる[3]ため、相模湖駅発（八王子駅北口行・三ケ木行・高尾山口駅行）は、「桂北小学校前」停留所で下車しなければならない。
- 中央自動車道
  - 中央道相模湖バス停より、
    - 富士五湖・甲府方面行のりばまで、徒歩約455m・約7分。
    - 新宿行おりばから、徒歩約535m・約8分。

  - 相模湖東出口（八王子・高井戸・都心方面からの出口）から、車で約450m・約1分。
  - 相模湖IC（甲府・岡谷・小牧・富士吉田方面出入口および八王子・高井戸・都心方面への入口）から、車で約3.4km・約6分。